# Easy-Bake Oven

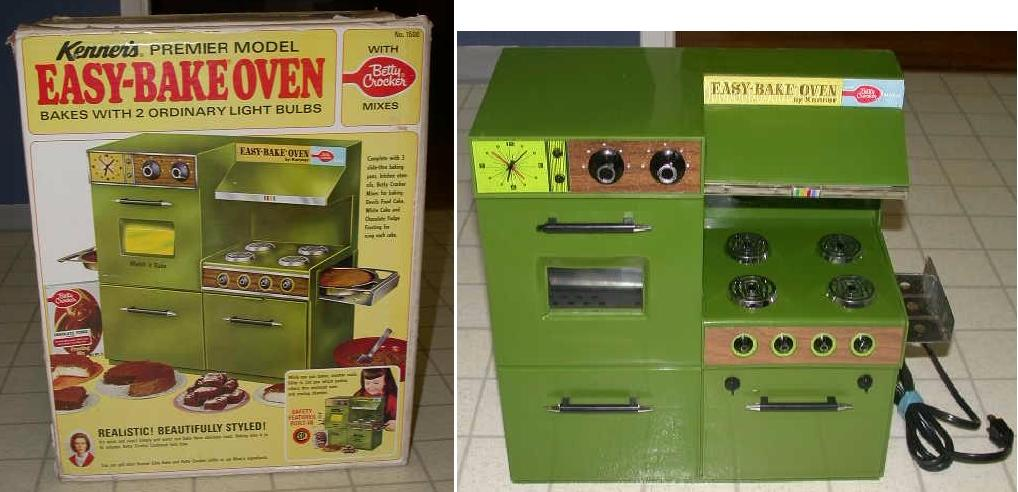
Zweite Version des Easy-Bake Oven aus dem Jahr 1969

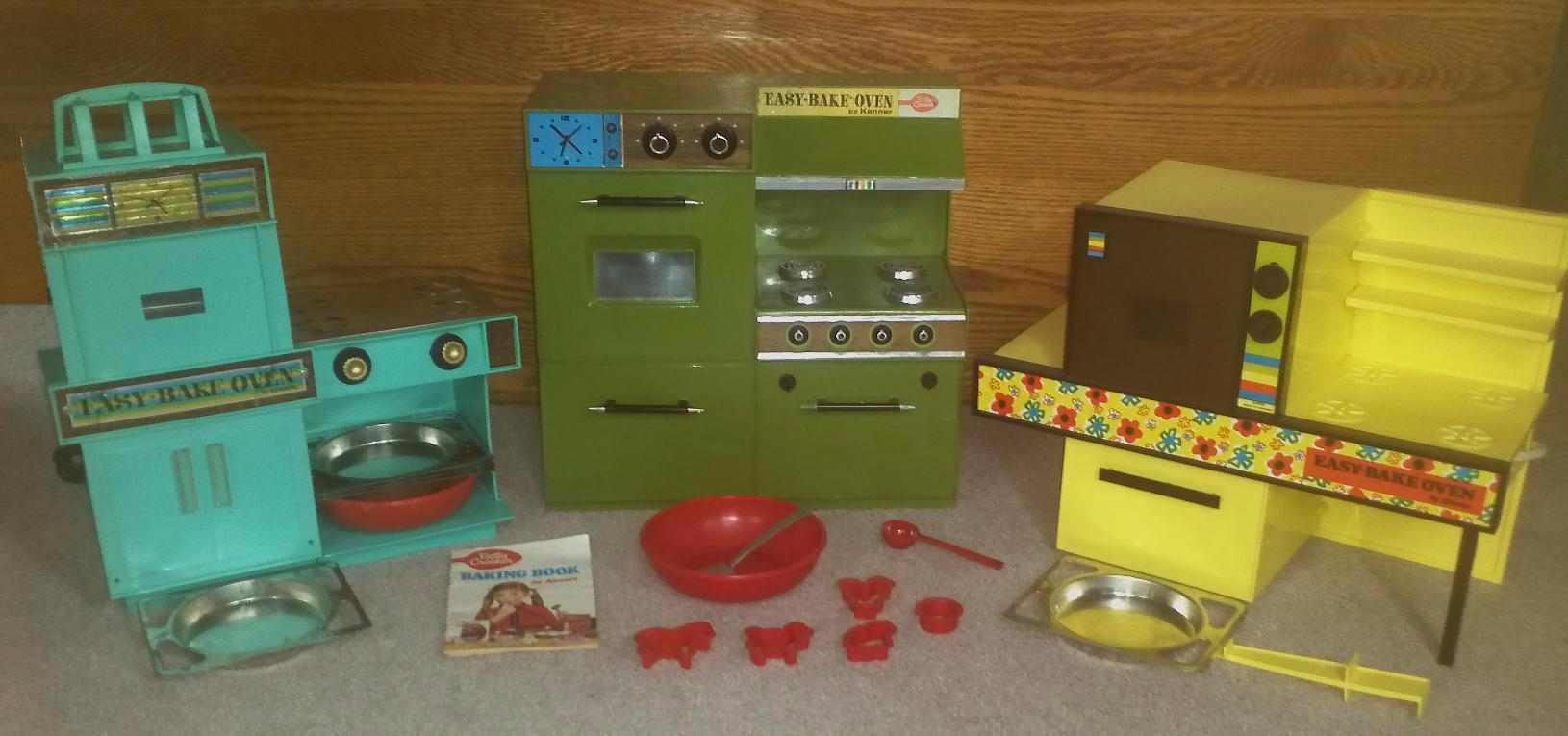
Die ersten drei Modelle des Easy-Bake Oven

Der Easy-Bake Oven ist ein funktionierender Spielzeugherd, der 1963 vom Spielzeughersteller Kenner auf den US-amerikanischen Markt gebracht wurde. Er wird heute von Hasbro hergestellt. Bis 1997 wurden mehr als 16 Millionen Easy-Bakes verkauft. Im Verlauf der Geschichte dieses Spielzeugofens gab es elf verschiedene Modelle. Der Ofen wird mit Backmischungen und kleinen Backformen ausgeliefert. Das Design wurde im Laufe der Zeit mehrfach überarbeitet und glich zeitweilig einem Mikrowellenherd.

## Geschichte
Der Easy-Bake-Ofen wurde 1963 von Kenner, einem in Ohio angesiedelten Spielwarenhersteller, auf den Markt gebracht.  Als Heizquelle wurden zwei 100-Watt-Glühbirnen verwendet. Das Modell gab es sowohl in einer hellgelben als auch in einer türkisfarbenen Ausführung und entsprach einem konventionellen Backofen. Verschiedene Sicherheitsvorkehrungen sollten verhindern, dass Kinder sich am Ofen verbrennen konnten. So wurden die gefüllten Backformen nur durch einen schmalen Schlitz in den Ofen geschoben. Je nach Rezept konnte man nach 10 bis 20 Minuten die Form mit der fertigen Backware durch einen schmalen Schlitz auf der anderen Seite wieder herausschieben.
Kenner wurde 1967 von General Mills übernommen, die unter dem in den USA sehr bekannten Markennamen Betty Crocker unter anderem auch Backmischungen und Backformen für diesen Spielzeugofen entwickelten. General Mills warb unter anderem damit, dass Betty-Crocker-Backmischungen „sowohl in Mutters Ofen als auch in Kenners Easy-Bake-Ofen“ verwendet werden konnten. Das Modell aus dem Jahr 1972 hat die Maße 14 × 6 × 11 Zoll (rund 36 × 15 × 28 cm). 1973 wurde der Spielzeugofen offiziell in Betty Crocker Easy-Bake Oven umbenannt und kam in dem für diese Marken typischen Rotton auf den Markt.
General Mills verschmolz 1985 Kenner und Parker Brothers zur Kenner Parker Toys Inc. und verkaufte dieses Unternehmen 1987 an Tonka. 1991 erwarb Hasbro diese Marken und setzte die Produktion des Easy-Bake-Ofens fort. Hasbro entwickelte unter anderem eine größere Variante und eine, mit der auch gekocht werden konnte. Bei der Farbwahl für die Modelle wird zunehmend Gewicht darauf gelegt, dass die Farben geschlechtsneutral sind. Zuvor hatte es Kritik gegeben, dass Hasbro allein auf Grund der Farbwahl den Ofen primär an Mädchen vermarkte und damit dazu beitrage, geschlechtsspezifische Rollen zu verfestigen.

## Einfluss
Der Easy-Bake-Ofen ist in den USA unverändert ein populäres Spielzeug, zahlreiche Kinder machen damit ihre ersten Erfahrungen in der Verarbeitung von Lebensmitteln. David Sax führt die derzeitige große Popularität von Cupcakes in den USA unter anderem darauf zurück, dass viele Personen dieses Gebäck als erstes in ihren Spielzeugöfen produzierten.
Hasbro gab anlässlich des 40. Jubiläums des Ofens ein Kochbuch heraus. In dem Easy-Bake Oven Gourmet Cookbook werden Rezepte von bekannten Köchen aufgeführt, die exklusiv für diesen Ofen entwickelt wurden. Es handelt sich bei den Rezepten überwiegend um solche, die wegen ihrer Zutaten und der Komplexität ihrer Herstellung auf Erwachsene ausgerichtet sind.

## Einzelbelege
1. ↑  "The Easy-Bake Oven, Gourmet Style" National Public Radio Morning Edition, December 8, 2003. Zugriff vom 19. April 2015.
2. ↑  Kenner History. Kenner Collector, abgerufen am 19. April 2015.
3. ↑  Easy Bake Oven, inducted 2006. The strong – National museum of play, Rochester, New York, abgerufen am 19. April 2015.
4. ↑  Seventies Popular boys and girls toys from 1972 including Easy Bake Oven and Talky Crissy Doll. The People History (Memento vom 14. Mai 2015 im Webarchiv archive.today).
5. ↑  Susan Marks: Finding Betty Crocker: The Secret Life of America’s First Lady of Food. University of Minnesota Press, 2007, ISBN 978-0-8166-5018-7, S. 173.
6. ↑  Easy-Bake loses its bulb, gets a makeover. USA today, 14. September 2011 (Memento vom 5. Februar 2013 im Webarchiv archive.today).
7. ↑  Hasbro to unveil black and silver Easy-Bake Oven after teen’s petition. CNN, 18. Dezember 2012.
8. ↑  David Sax: The Tastemakers – Why we’re Crazy for Cupcakes But Fed Up With Fondue. PublicAffairs 2014, ISBN 978-1-61039-316-4, S. 3.
9. ↑  Christopher Noxon: Rejuvenile: Kickball, Cartoons, Cupcakes and he Reinvention of the American Grown-Up. Crown Publishers, New York 2006, ISBN 0-307-35177-7. Kapitel 2, The rejuvenile at play. Position 1514. Im Original schreibt Noxon: Then there’s the Easy-Bake Oven.... Theatr. Years later, wistful Bommels looking for a taste of their own childhoods had driven up the price of Vintage Avocado and harvest-gold Easy-Bakes on eBay to fifty Dollars. Partly to commemorate the fortieht anniversary of the toy, Hasbro authorized the Easy Bake Oven Gourmet Cookbook. in which motable chefs contributed recipes to be prepared exclusively with the children’s toy. Celebrity Chef Bobby Play whipped up a Queso Fundido with roasted Poblano Vinaigrette, while Tom Douglas offered a recipe for Palace Olive Popper - dishes that would likely to go over better at a dinner party than a playdate.